# مايك شوماخر
مايك شوماخر (بالفرنسية: Mike Schumacher)‏ هو منافس ألعاب قوى لوكسمبورغي، ولد في 21 مايو 1986.

## وصلات خارجية
- مايك شوماخر على موقع الاتحاد الدولي لألعاب القوى (الإنجليزية)